# سنگ تاج
در معماری به سنگ تیزهٔ تاق سنگِ تاج گفته می‌شود. سنگ تاج، قطعه‌سنگ ذوزنقه‌شکل یا گوه‌ای است که در اوج یا تاجگاه قوس قرار می‌گیرد. نام‌های دیگر سنگ تاج عبارتند از: قطاع کاکُل، تاج قوس و تاج‌مُهره.
سنگ تاج در تاج چَفته قرار می‌گیرد و سبب استحکام سازه می‌شود یا صرفاً نقش تزیینی دارد.

## نگارخانه

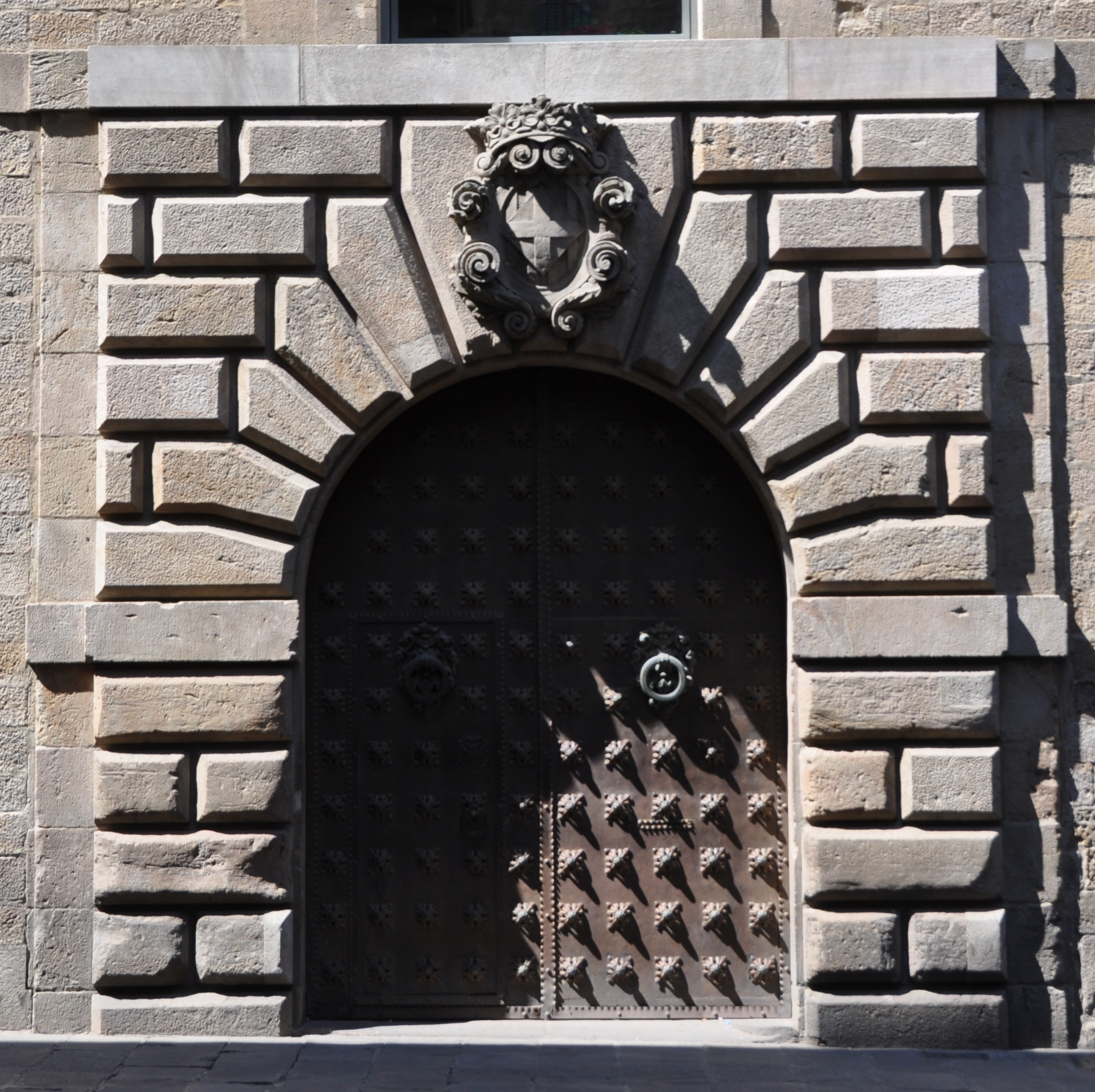
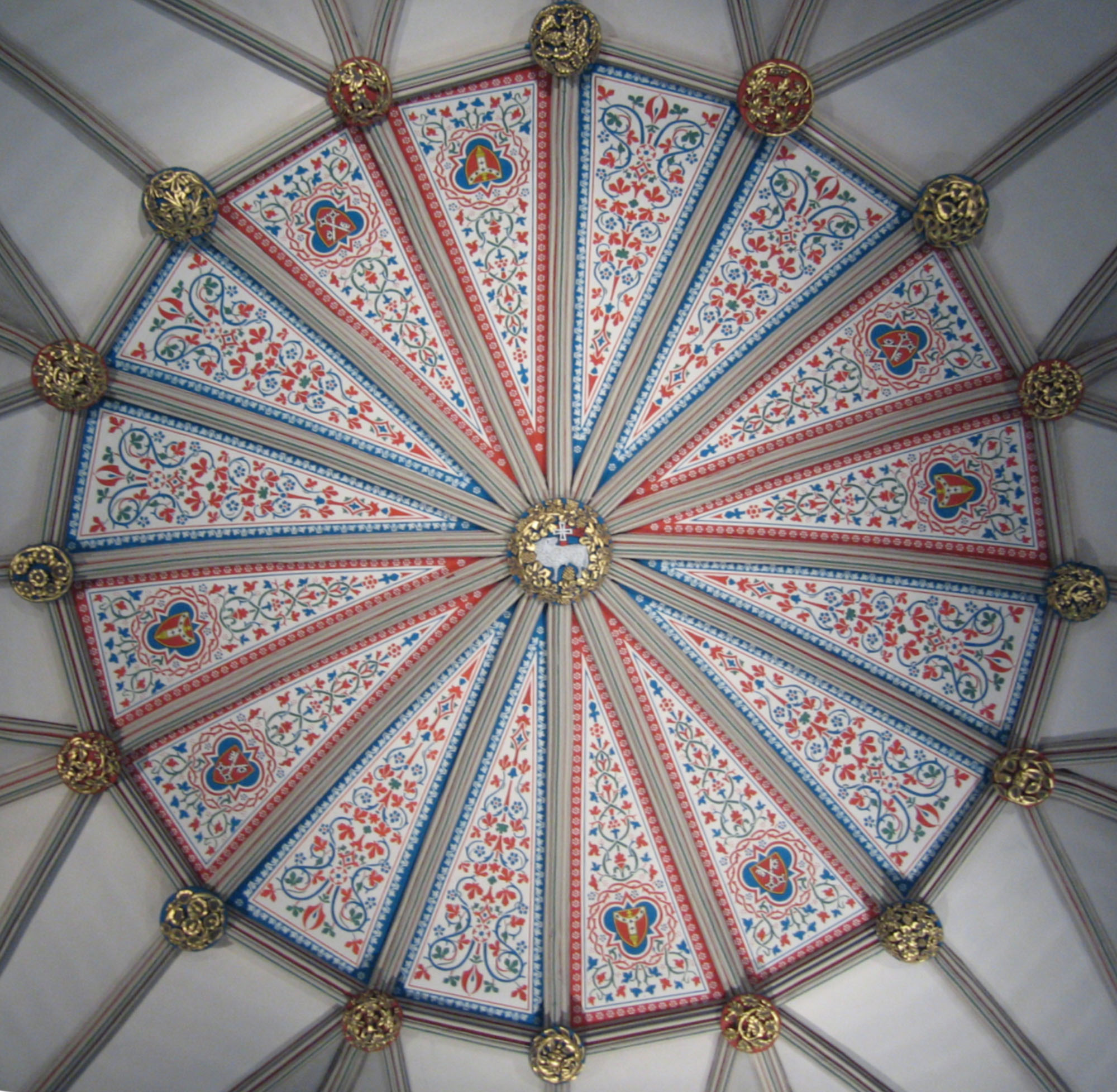
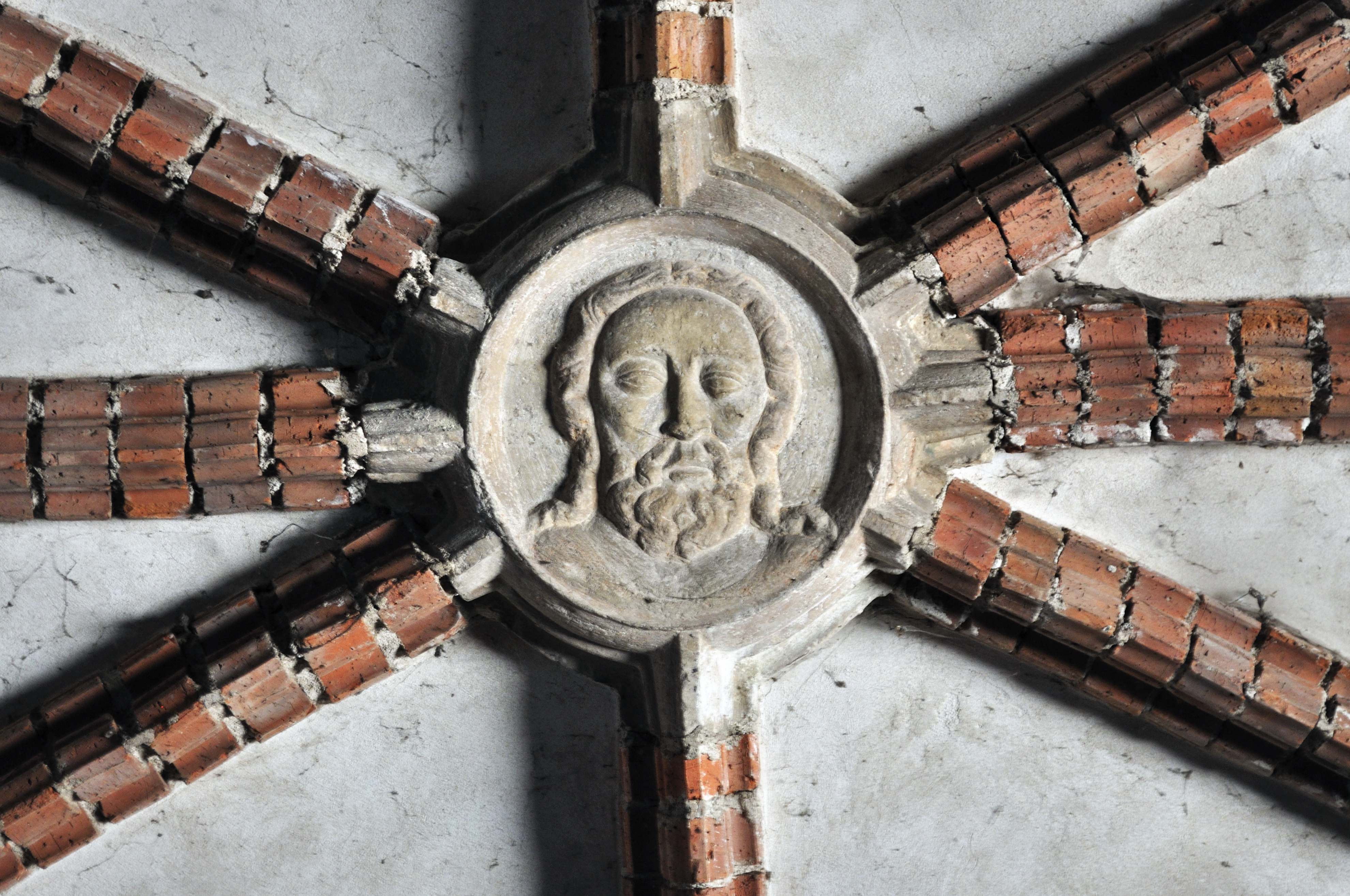
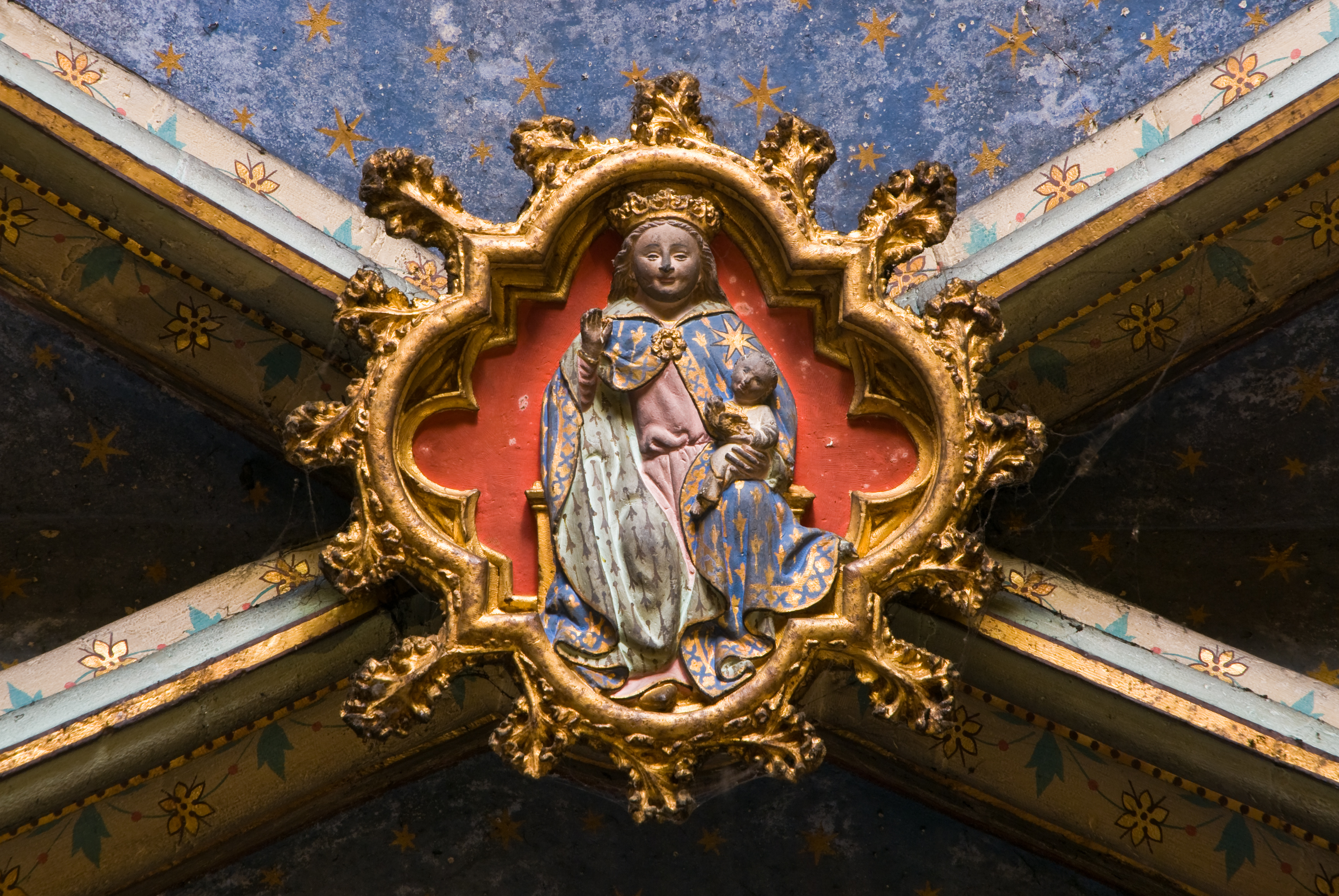
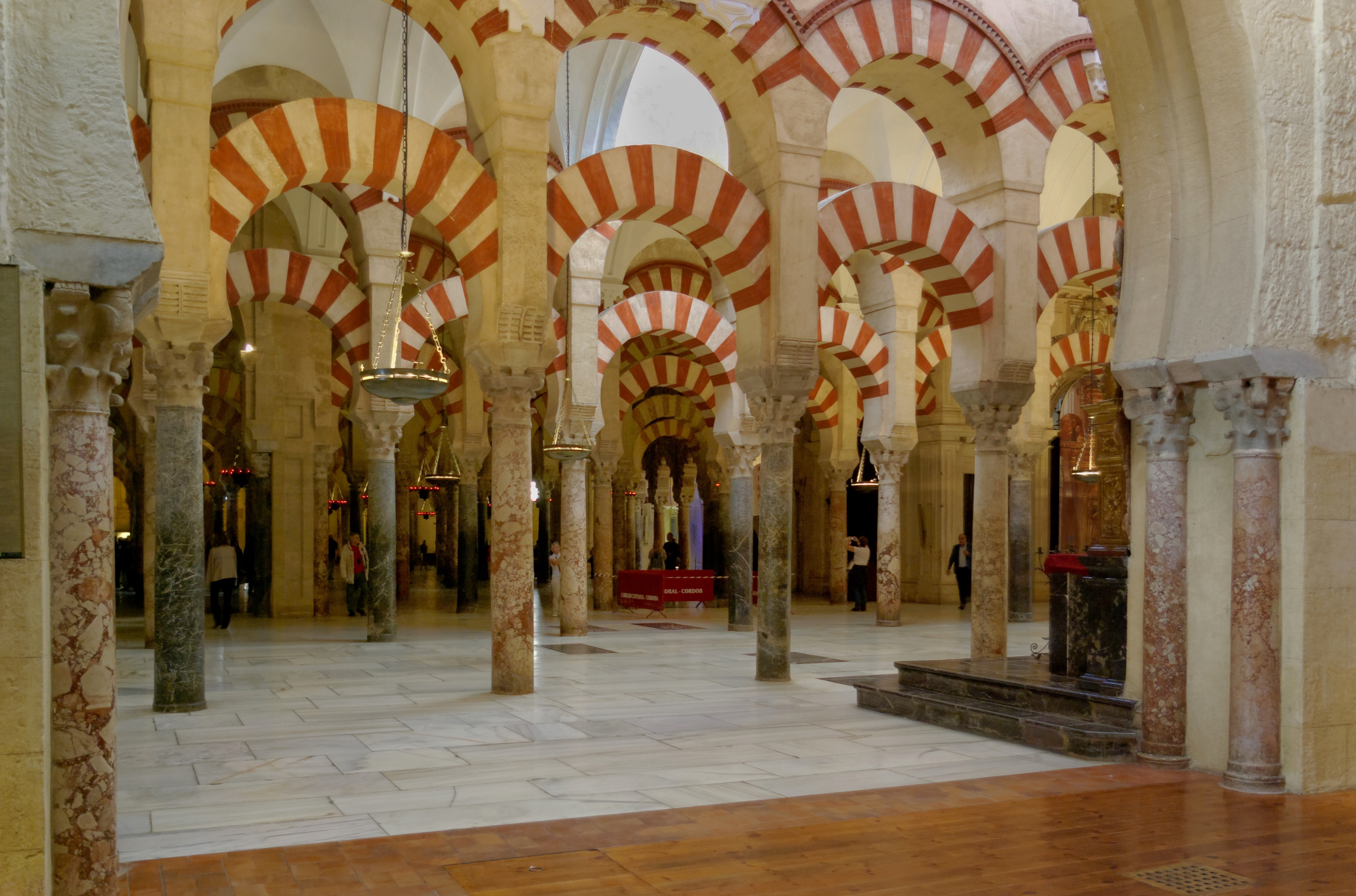
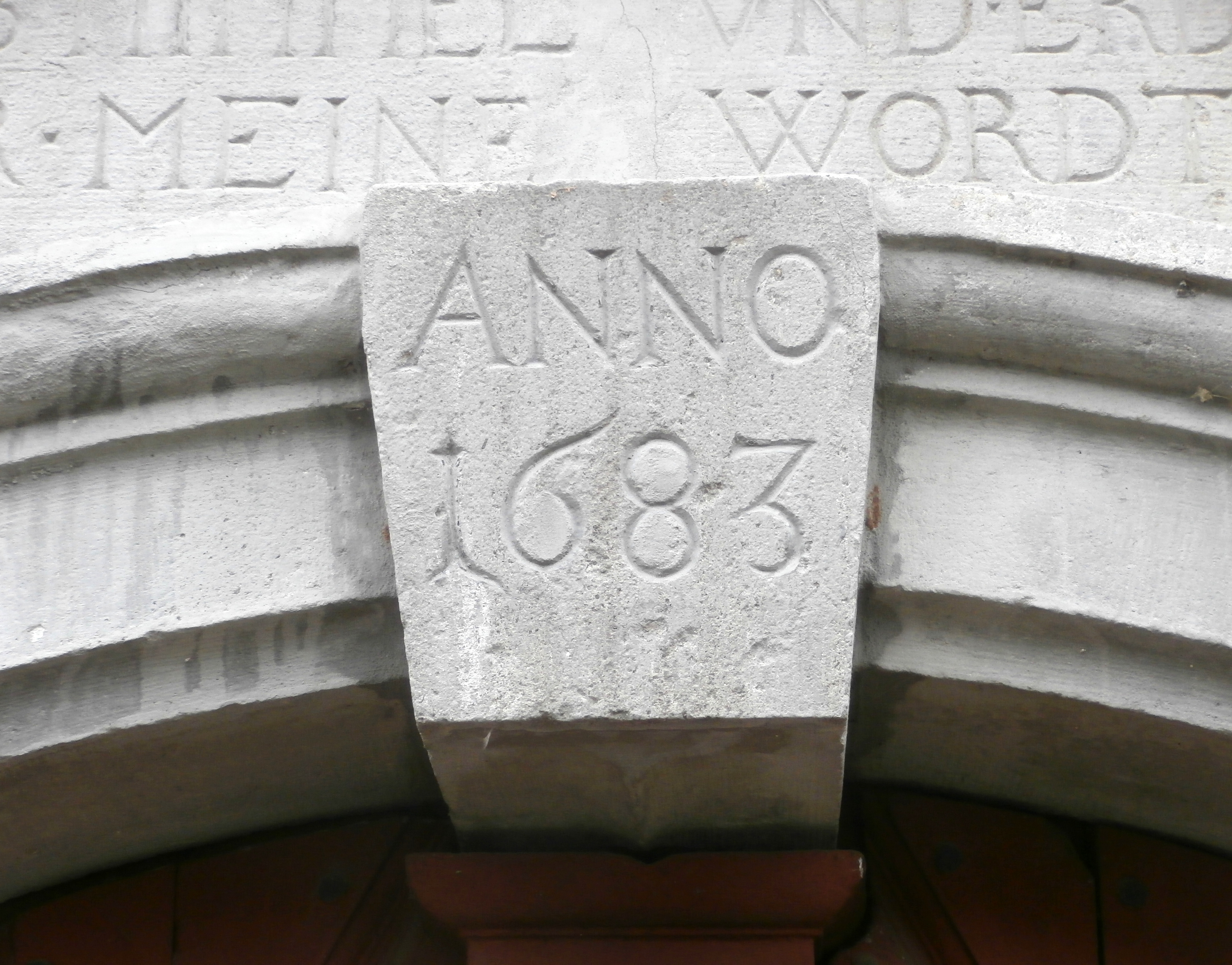
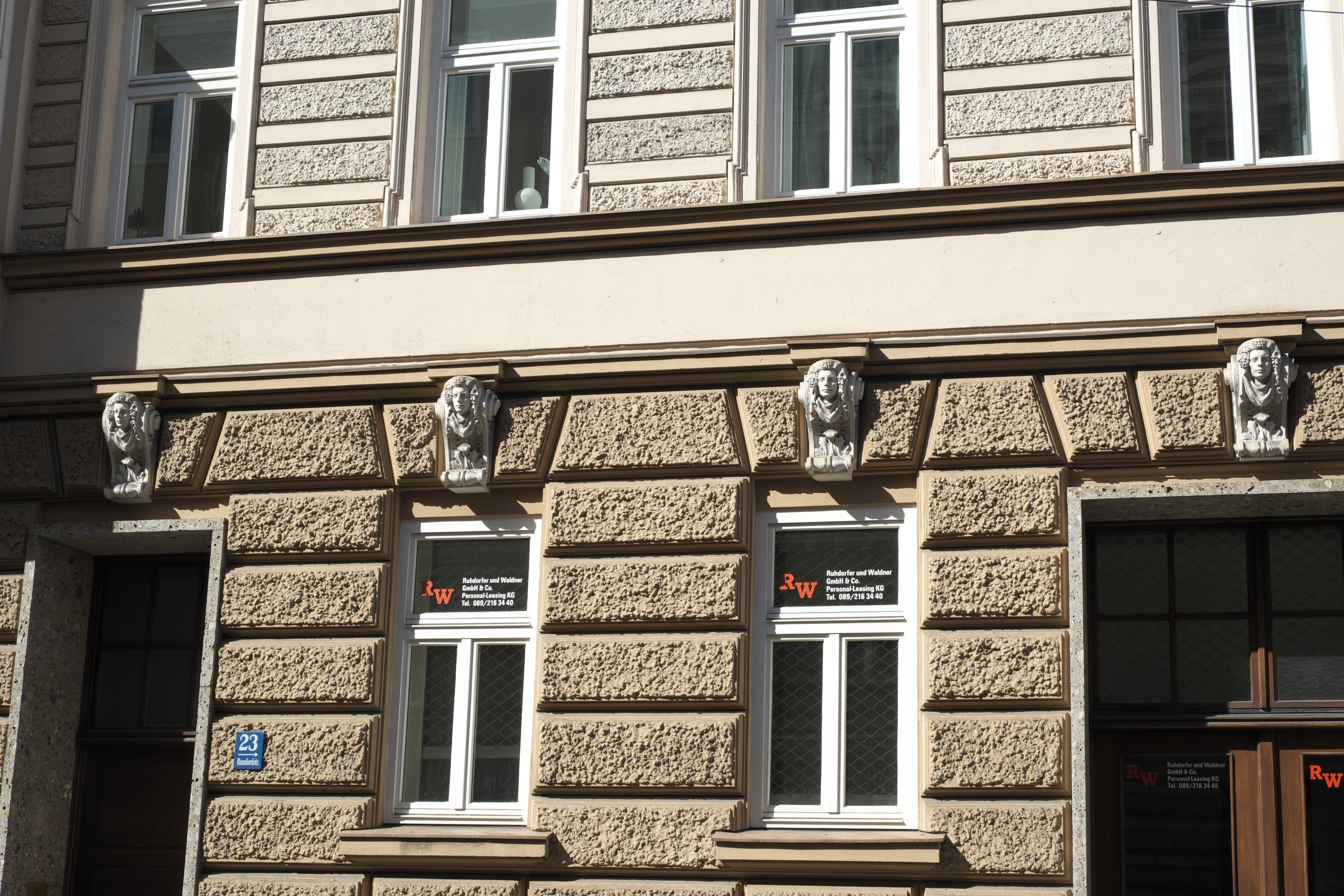
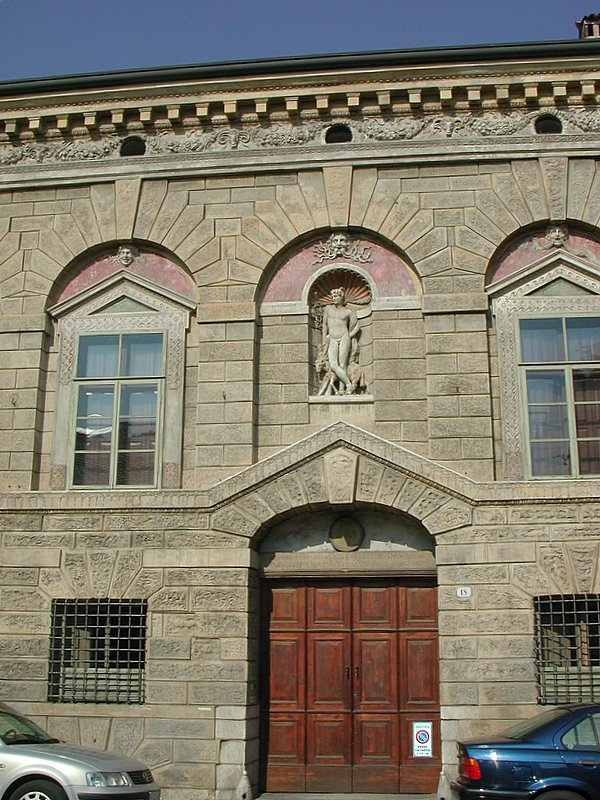